# Parafia św. Andrzeja Boboli w Krajniku Górnym
Parafia pw. św. Andrzeja Boboli w Krajniku Górnym – parafia rzymskokatolicka z siedzibą w Krajniku Górnym, należąca do dekanatu Chojna, archidiecezji szczecińsko-kamieńskiej, metropolii szczecińsko-kamieńskiej. W parafii posługują księża archidiecezjalni. Według stanu na lipiec 2025 proboszczem parafii był ks. Juliusz Szyszko. 
Funkcję kościoła parafialnego pełni kościół św. Andrzeja Boboli, oprócz którego parafianie do dyspozycji mają kościoły filialne: 
- Kościół św. Barbary w Bielinku[1]
- Kościół św. Józefa w Krzymowie[1]
- Kościół Matki Bożej Królowej Polski w Piasku[1]
- Kościół św. Maksymiliana Marii Kolbego w Zatoni Dolnej[1]